# لوران ماير
لوران ماير (بالألمانية: Laurent Meyer)‏ (و. 1870 – 1945 م) هو سياسي، من ألمانيا، ولد في سار يونيون، كان عضوًا في الحزب الديمقراطي الاجتماعي الألماني، توفي في ستراسبورغ، عن عمر يناهز 75 عاماً.